# حرية الدين في السعودية

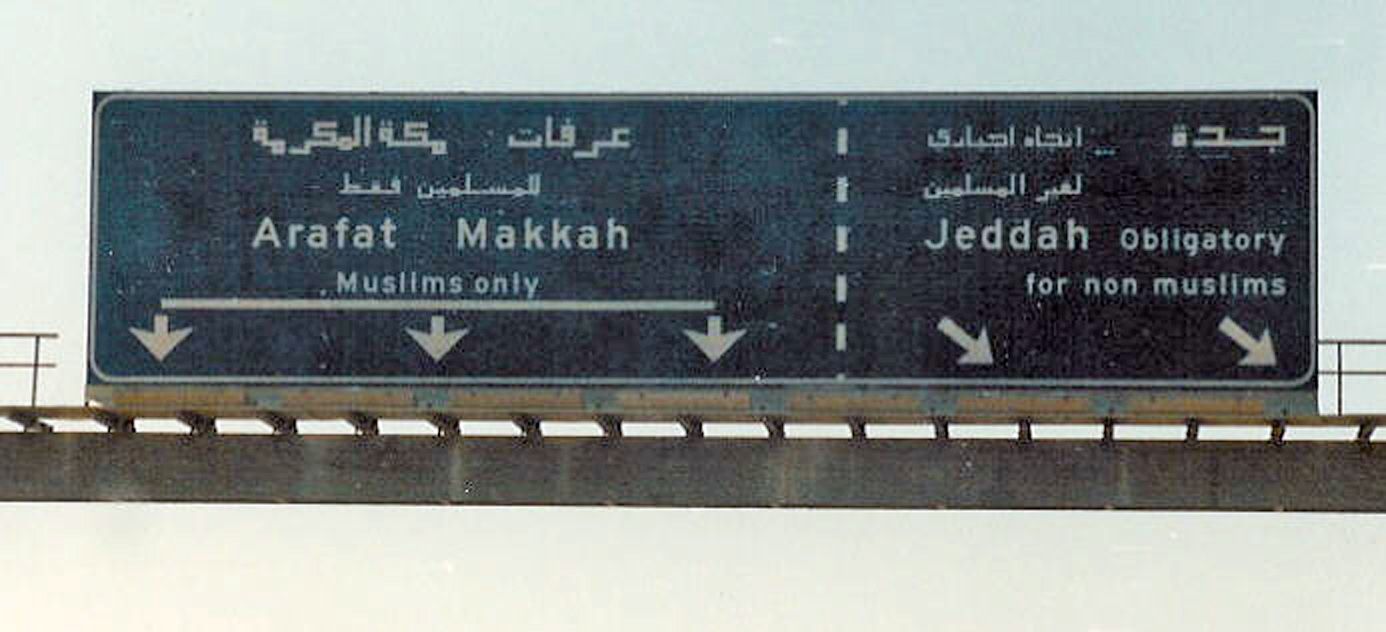
لوحة تفصل بين المسلمين وغير المسلمين.

حرية الدين في السعودية الإسلام هو دين الدولة الرسمي في المملكة العربية السعودية، ويتعين على جميع المواطنين أن يكونوا مسلمين، ولا تعترف قوانين البلد بالحرية الدينية أو تحميها. تتلخص سياسة الحكومة الرسمية في السماح لغير المسلمين بممارسة شعائرهم الدينية في منازلهم بصورة غير علنية.

## وجهة نظر دعاة حرية الدين
أكثر النقاط التي تثار في انتقادات الدول والمظمات الحقوقية لحرية الدين في السعودية هي التالي:
- لا تسمح المملكة العربية السعودية بالوجود الدائم فيها لغير المسلمين سواء الأشخاص أو المؤسسات أو منشئات العبادة.
- لا تسمح المملكة العربية السعودية بدخول غير المسلم داخل منطقة الحرم الشريف .
- كل المواطنين السعوديين والمقيمين فيها إقامة دائمة من غير المواطنين مسلمون .
- لا تسمح المملكة العربية السعودية بردة المواطن المسلم .
- لا تسمح المملكة العربية السعودية بالدعوة إلى الردة عن الإسلام من قبل أي دين آخر سواء كان الداعي فرداً أو منظمة .
- ينص النظام الأساسي للحكم أن القرآن والسنة هما الحاكمان على كل القوانين والإجراءات في المملكة، بما في ذلك النظام الأساسي للحكم ذاته .
- الإسلام ليس مجرد دين بالمعنى الذي يفهمه غير المسلمين لكلمة دين، وإنما هو منهاج شامل للحياة فهو بالنسبة للمملكة العربية السعودية أكثر من قواعد القانون الطبيعي، أو قواعد النظام العام والآداب أو قواعد الدستور بالنسبة لأي بلد آخر.

## وجهة النظر الرسمية
عَقد مجلس حقوق الإنسان في جنيف عام 2015 جلسة لمناقشة حرية الدين والمعتقدات، تضمنت حوارًا تفاعليًّا مع مقرر الأمم المتحدة المعني بحرية الدين أو المعتقد هاينر بيلفيلد. ورفض وفد المملكة العربية السعودية ما جاء في تقرير بيلفيلد من توصيات تطالب إحداها بعدم ارتباط الدول بإحدى الديانات أو المعتقدات بشكل حصري، لكي تؤدي دور الكفيل ذي المصداقية لحرية الدين والمعتقد، وكذلك التوصية الخاصة بإلغاء الأحكام القائمة على التشريعات الدينية. وقال عضو وفد المملكة: «إن المملكة العربية السعودية ترفض هذه التوصيات جملةً وتفصيلًا، وتعُد ذلك أمرًا غير مقبول لها، حيث إن المملكة مهبط الوحي وقبلة المسلمين لأكثر من مليار مسلم، وهي دولة مسلمة تتخذ الشريعة الإسلامية منهاجًا ودستورًا، وجميع مواطني المملكة مسلمون، ولا يوجد مسلم فيها يرفض أن يكون القرآن والسنة مرجعًا له في حياته، وليس ثمة تمييز بينهم، وهم يتمتعون بجميع حقوقهم على قدم المساواة. وأن تشريعات المملكة وأنظمتها لا تنضوي على أحكام تمييزية ضد أحد، بل تجرِّم التمييز وتعاقب عليه، وفقًا للمادة (8) من النظام الأساسي للحكم، التي تنص على أن يقوم الحكم في المملكة العربية السعودية على أساس العدل والشورى والمساواة وفق الشريعة الإسلامية».

## التقارير الدولية
ورد في التقرير السنوى لعام 2015 للجنة الولايات المتحدة للحرية الدينية الدولية، أن المملكة العربية السعودية لا تزال متفردة للمدى الذي يحد من التعبير العلني عن أي دين آخر غير الإسلام، وأن الحكومة تحصن تفسيرها الخاص للإسلام السني على كافة التفسيرات الأخرى وتحظر أية أماكن عامة للعبادة لغير المسلمين في البلاد. ولازالت مستمرة في ملاحقة وسجن الأفراد بسبب المعارضة والردة والكفر والشعوذة.
وفي تقرير مؤشر حرية المعتقد عام 2014، يستخلص التقرير أن لا حرية دينية أو حرية معتقد في السعودية التي لا تفصل بين الدين والدولة. ويشير إلى المادة الأولى في الدستور التي تنص على أن السعودية دولة عربية وإسلامية تعتمد على القرآن والسنة النبوية لتشكيل دستورها. يُعاقب من يزدري الدين الإسلامي على أنه مرتد، يُمنع بناء دور العبادة غير الإسلامية على الأراضي السعودية.